# Patrick Dupond
Pour les articles homonymes, voir Dupond (homonymie).
Patrick Dupond, né le 14 mars 1959 à Paris 11e et mort le 5 mars 2021 à Mercin-et-Vaux dans l'Aisne, est un danseur français.
Il se fait connaître en 1976 en remportant la médaille d'or du concours international de ballet de Varna en Bulgarie. Danseur virtuose, il est nommé danseur étoile de l'Opéra national de Paris en 1980, et rencontre un succès considérable en France ainsi qu’à l’étranger. Il travaille avec d'éminents danseurs dont Rudolf Noureev, Maurice Béjart ou Alvin Ailey.
En 1990, il devient directeur de la danse du ballet de l'Opéra national de Paris, succédant ainsi à Noureev. Il quitte cette fonction en 1995, puis l'Opéra de Paris en 1997, licencié, selon ses mots, pour « son insoumission et son indiscipline ».
Par la suite, il apparaît à diverses occasions sur les plateaux télévisés comme candidat ou juré d'émissions (dont Prodiges ou Danse avec les stars) tout en continuant de se produire sur scène.

## Biographie

### Les années d'apprentissage
Son père quitte le domicile familial très tôt. Il vit une enfance simple et modeste en compagnie de sa mère et du compagnon de celle-ci. Elle travaille dans une brasserie des grands boulevards. Pour canaliser l'énergie de son fils, sa mère décide de l'inscrire dans un club de football, puis à des cours de judo. Le jeune Patrick abandonne rapidement ces activités. Il découvre sa vocation en observant un cours de danse classique et sa mère l'inscrit donc à un cours de danse.
Ses capacités sont vite remarquées et son professeur de danse lui conseille de prendre des cours d'un niveau supérieur. C'est à cette époque — à la fin de l'année 1967 — que ses parents rencontrent par hasard Tessa Beaumont et Max Bozzoni, lui-même ancien danseur à l'Opéra de Paris. Ce dernier pressent tout de suite le talent du jeune danseur et accepte de prendre en main la formation de Patrick Dupond. Il est également l'élève de la chorégraphe Claude Bessy, qui veille en tandem avec Max Bozzoni sur le jeune prodige.
Au moment des événements de mai 1968, il doit arrêter momentanément ses activités scolaires et ses cours de danse. Lorsqu'il reprend le chemin de l'école, il est victime d’ostracisme de la part de ses camarades du fait de sa qualité de jeune danseur, et il se présente aux sélections d'entrée à l'école de danse de l'Opéra de Paris.
Il est admis à l'école de danse en 1969, à l'âge de dix ans, pour le stage de préparation de trois mois. Il réussit ensuite le test d'entrée à l'école de danse et y fera toute sa formation de danseur classique, tout en continuant à prendre des cours particuliers chez Max Bozzoni, chaque soir. Il continuera d'étudier sous la direction de Gilbert Mayer mais, jusqu'au bout, son maître aura été Max Bozzoni.
Il est élève au lycée Racine (Paris), où il obtient le bac à l'âge de 14 ans[Information douteuse].

### L'Opéra national de Paris et la carrière internationale
Le 14 mars 1975, Patrick Dupond est admis à intégrer le corps de ballet de l'Opéra de Paris en tant que quadrille stagiaire. Il a seize ans. 
Il remporte la médaille d'or du concours international de ballet de Varna en Bulgarie, avec la variation d'Albrecht du deuxième acte de Giselle, celle de Siegfried du troisième acte du Lac des cygnes, le solo du ballet Études d'Harald Lander, la variation de Basilio, extrait du ballet Don Quichotte, la célèbre variation du Corsaire, et enfin une chorégraphie contemporaine créée par ses soins. En décembre de la même année, il est nommé coryphée.
Sa carrière, dès lors, prend un nouvel essor. Il crée différents rôles-titres, et poursuit sa formation de soliste. Il est amené à danser tant à l'Opéra que sur des scènes internationales.
En décembre 1978, à l'issue de l'examen annuel du corps de ballet, il est nommé premier danseur. Il dansera alors pour les plus grands chorégraphes, Rudolf Noureev, Alvin Ailey ou encore Maurice Béjart. Il est nommé danseur étoile le 30 octobre 1980 (et non en juillet) dans Vaslaw de John Neumeier qu’il crée lors de soirées hommage au ballet ; il a 21 ans. Il danse avec des partenaires comme Noëlla Pontois, Françoise Legrée, Monique Loudières, Sylvie Guillem, Isabelle Guérin, Marie-Claude Pietragalla.
Sa carrière ne s'arrête pas à l'Opéra de Paris puisqu'il est interprète le rôle de Vaslav Nijinski dansant Le Spectre de la rose dans le feuilleton Les Dames de la côte, réalisé par Nina Companeez en 1979. 
Il est également nommé directeur artistique du Ballet de Nancy de 1988 à 1991.
Pierre Bergé le nomme, à l'âge de 31 ans, directeur du ballet de l'Opéra national de Paris, poste qu'il occupe de 1990 à 1995.
Des chorégraphes comme Maurice Béjart, John Neumeier, Rudolf Noureev, Alvin Ailey, Roland Petit, Youri Grigorovitch, Alwin Nikolais ou Twyla Tharp lui confient les premiers rôles. En plus des nombreux ballets qu'il a interprétés, il a également joué et dansé dans plusieurs films et créé le groupe Dupond et ses Stars, avec Sylvie Guillem, Monique Loudières, Fanny Gaida, Manuel Legris, Jean-Marie Didière et la pianiste/chef d'orchestre Elizabeth Cooper. Ce groupe fera le tour du monde pendant deux ans.

### Après la danse

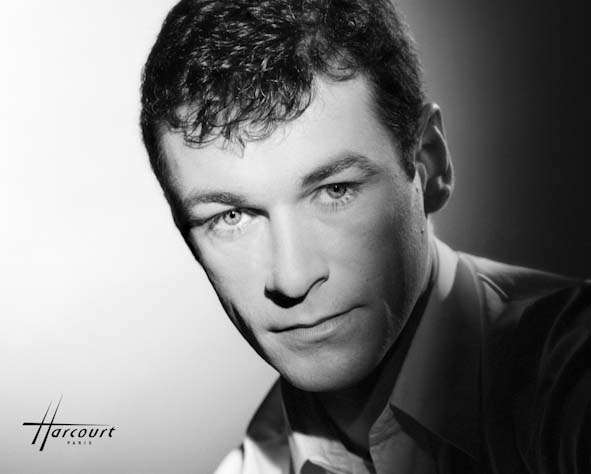
Patrick Dupond photographié en 1994 par le studio Harcourt.

En 1997, il est sollicité comme membre du jury au festival de Cannes. Son absence ne sera pas acceptée par la direction générale de l'Opéra national de Paris, qui le licenciera. Patrick Dupond se voit tout de même proposer un contrat de danseur étoile invité, proposition qu'il refuse, préférant contester son licenciement. Sa requête est d'abord rejetée par les prud'hommes avant que la cour d'appel puis la Cour de cassation ne lui donnent raison, estimant ce licenciement sans cause réelle ni sérieuse.
En janvier 2000, il est victime d'un grave accident de voiture qui le contraint à la fois à une réhabilitation physique et à réapprendre à danser. Il connaît une période de dépression et d'alcoolisme, dont il finit par sortir. Il reprend alors son entraînement grâce à l'aide de son maître Max Bozzoni. Il retrouve la scène dans une comédie musicale en 2000, L'Air de Paris à l'Espace Cardin, avec pour partenaire Manon Landowski.
À partir de 2004, il intervient régulièrement en tant que professeur dans l'école de danse de sa compagne Leïla Da Rocha à Soissons et enchaîne les spectacles à Soissons et Saint-Quentin dans l'Aisne. En août 2017, il annonce l'ouverture d'une école internationale de danse à Bordeaux avec Leïla Da Rocha. Proposant deux cursus de trois ans pour les jeunes de 10 à 20 ans, l'école aura vocation à préparer les jeunes danseurs à « faire le pont entre le conservatoire et l'opéra, avec les compagnies locales comme nationales ou internationales. »
En 2018 et 2019, il fait partie des membres du jury de l’émission Danse avec les stars.

### Vie privée
À partir de 2004, Patrick Dupond partage sa vie avec Leïla Da Rocha, ancienne basketteuse professionnelle reconvertie dans la danse sacrée orientale. En 2017, il confie avoir vécu auparavant dans une solitude sentimentale inhérente à la vie de danseur étoile international, et que ses relations homosexuelles ont été, en ce qui le concerne, « une erreur », « une parodie de l'amour ». Ses propos pouvant laisser penser que l'homosexualité est un choix suscitent la polémique,,, certains faisant remarquer que ce jugement peut être dévastateur pour les jeunes homosexuels, tandis que d'autres lui reconnaissent la liberté de porter son jugement sur sa propre vie, dans la mesure où il n'a pas donné de portée générale à ses propos.

### Mort
Il meurt le 5 mars 2021 à Mercin-et-Vaux près de Soissons, à quelques jours de son 62e anniversaire, des suites d'une « maladie foudroyante » selon ses proches,. Ses obsèques sont célébrées le 11 mars 2021 en l'église Saint-Roch de Paris, en présence de sa famille, ainsi que de nombreuses personnalités du monde de la danse, notamment de l'Opéra de Paris,.
Dans une interview à un hebdomadaire féminin, sa compagne Leïla Da Rocha témoigne que Patrick Dupond est mort d'un cancer des poumons qui s'était généralisé et qui fut diagnostiqué trop tardivement.

## Créations à l'Opéra national de Paris et au Ballet français de Nancy
- 1976 : Nana (Roland Petit), Mahler Lieder (Oscar Araiz)
- 1977 : Les Quatre Saisons (Kenneth MacMillan), Le Chant de la terre (Kenneth MacMillan)
- 1978 : Métaboles (Kenneth MacMillan)
- 1979 : Relâche et Sonatine bureaucratique (Moses Pendleton), Parade (d'après Léonide Massine), Variations (Violette Verdy), Diachronies (Janine Charrat)
- 1980 : Le Fantôme de l'Opéra (Roland Petit), Vaslaw (John Neumeier), Schéma (Alwin Nikolais)
- 1981 : Le Bal masqué (Gigi Caciuleanu), La Fille mal gardée (version Heinz Spoerli), Le Songe d'une nuit d'été (John Neumeier), Roméo et Juliette (John Cranko)
- 1983 : Au bord du précipice (Alvin Ailey)
- 1985 : Arlequin magicien par amour (Ivo Cramer), Carnaval (Michel Fokine), Le Bourgeois gentilhomme (George Balanchine), No Man's Land (Rudi van Dantzig), Roméo et Juliette (Rudolf Noureev), Angel Food (Michael Clark)
- 1986 : Salomé (Maurice Béjart)
- 1987 : Soon (Daniel Esralow)
- 1988 : Le Martyre de saint Sébastien (Bob Wilson), Demago Megalo (Patrick Dupond), Faits et gestes (Ulysses Dove), Les Illuminations (Thierry Malandain)
- 1989 : Vespers (Ulysses Dove), Bad Blood (Ulysses Dove), Rouge Poisson (Pierre Darde), Petrouchka (d'après Michel Fokine), Idmen (Daniel Larrieu)
- 1992 : Push Comes to the Shove (Twyla Tharp), Grand Pas (Twyla Tharp), Dance at the Gathering (Jerome Robbins), Le Tricorne (Léonide Massine), Retours de scène (Odile Duboc)
- 1993/1994 : Giselle (Mats Ek), Casse-Noisette (John Neumeier), Déjà Vu (Murray Louis), Till Eulenspiegel (Vaslav Nijinski), Camera obscura (Roland Petit)
- 1995 : Les Variations d'Ulysse (Jean-Claude Gallotta), Kurozuka (Maurice Béjart)
- 1996 : The Four Seasons (Jerome Robbins), A Suite of Dances (Jerome Robbins), Neuvième Symphonie (Maurice Béjart)

## Filmographie

### Télévision
- 1978 : Il était un musicien : Monsieur Stravinski, de Roger Hanin : Nijinski (danseur étoile)
- 1994 : Danse avec la vie, de Michel Favart : Franck Veaujour (danseur étoile)
- 1996 : Patrick Dupond le talent insolent, de Luc Riolon, France 2
- 2001 : La Cape et l'Épée : le ménestrel
- 2005 :  La Ferme Célébrités (saison 2) sur TF1 : candidat
- 2005 : Celebrity Dancing sur TF1 : juré
- 2007-2008 : La France a un incroyable talent sur M6 : juré, saisons 2 et 3
- 2014-2017 : Prodiges sur France 2 : juré, catégorie danse
- 2018-2020 : Danse avec les stars sur TF1 : juré, saisons 9 et 10

### Cinéma
- 1990 : Dancing Machine, de Gilles Béhat : Chico
- 1999 : Les Grandes Bouches, de Bernie Bonvoisin : le flic

## Publications
Patrick Dupond est l'auteur d'une autobiographie intitulée Étoile et parue chez Fayard en 2000  (ISBN 2-213-60391-X).

## Récompenses et distinctions
- 1988 :  Commandeur de l'ordre des Arts et des Lettres[21]
- 1990 :  Chevalier de l'ordre national du Mérite
- 1997 :  Chevalier de la Légion d'honneur[22]

## Hommages
- Le centre culturel et sportif de Péronne (Somme) s’appelle « Espace Patrick-Dupond » depuis 2013[23].
- En février 2023, l'Opéra de Paris organise en sa mémoire trois soirées d'hommage au palais Garnier[3],[24].